# Ambassade du Rwanda en Guinée
L'ambassade du Rwanda en Guinée est la principale représentation diplomatique de la république du Rwanda en Guinée.

## Liste des ambassadeurs
| N° | Nom et prénoms    | Début         | Fin           |
| -- | ----------------- | ------------- | ------------- |
| 01 | Zaina Nyiramatama | 1 avril 2022  | novembre 2023 |
| 02 | Michel Sebera     | novembre 2023 | En cours      |